# Altiplà Mexicà

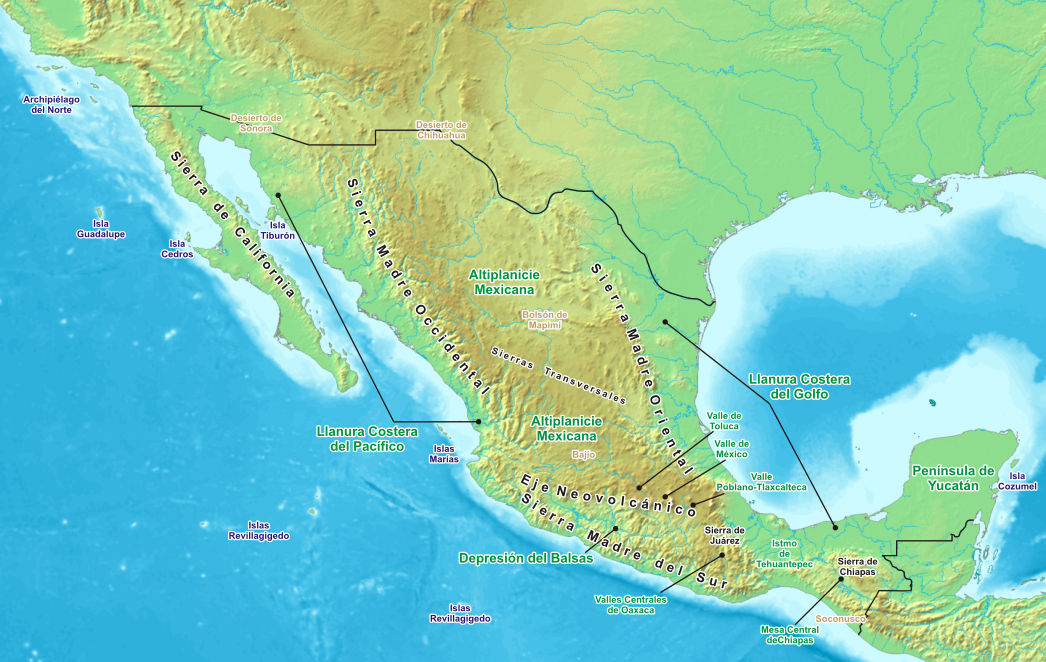
Localització de l'Altiplà Mexicà

L'Altiplà Mexicà o la Mesa Central és una regió natural de Mèxic que s'estén des de la frontera amb els Estats Units fins a l'Eix Volcànic Transversal (la Sierra Nevada) al sud. Limita a l'orient i a l'occident amb la Sierra Madre Oriental i la Sierra Madre Occidental, respectivament. Té la seva màxima elevació al sud, a prop de l'Eix Volcànic. Transversal; a la vall de Mèxic i la vall de Toluca, supera els 2.000 metres sobre el nivell del mar. Cap al nord, l'elevació disminueix; al desert de Chihuahua, l'altitud no supera els 1.000m.
Aproximadament a l'altura del Tròpic de Càncer l'altiplà és interromput per un sistema de petites cadenes muntanyoses, les Serralades Transversals—la Serralada de Zacatecas la Sierra de la Breña i la Sierra de San Luis—que el divideixen en dues seccions. La secció del nord és més àrida i uniforme; s'hi troba el Bolsón de Mapimí i el semidesert de Zacatecas. La regió del sud, coneguda com l'Altiplà d'Anáhuac inclou els valls de Mèxic, Toluca, El Bajío i l'Altiplà Tarasc.
L'Altiplà Mexicà abasta una secció o els territoris sencers dels estats de Chihuahua, Coahuila, Nuevo León, Durango, Zacatecas, San Luis Potosí, Aguascalientes, Guanajuato, Querétaro de Arteaga, Hidalgo, Mèxic, Tlaxcala, Puebla, Michoacán i el Districte Federal. És una zona densament poblada i amb una agricultura potents.